# Кисеоничко уво
Кисеоничко уво је синдром сличан баротрауматској упали средњег ува, а настаје као последица удисања 100% кисеоника под повишеним притиском код пилота, космонаута и болесника који се лече у барокоморама.

## Етиопатогенеза
Узрок појаве „кисеоничког ува“ је стварање непотпуног вакуума у средњем уву, због апсорпције „заробљеног“ кисеоника, (који је у потпуности заменио ваздух у средњем уву у току ХБО) преко слузокоже ува. За настанак „кисеоничког ува“ од великог значаја је стање проходности Еустахијеве тубе, чији је основни задатак регулација притиска, и уклањање секрета накупљеног у средњем уву. Уобичајено је да је туба затворена али се при свакој промени притиска у атмосфери она отвара како би изједначила притисак у средњем уву, што се постиже померањем мишића врата у току гутања и зевања. И поред тога што се уво добро вентилира постоји могућност, поремећаја овог процеса, када због постепене апсорпције кисеоника долази до стварања вакуума (негативног притиска) у фази недовољне вентилације средњег ува. Ова појава се дешава ако пилот, космонаут или болесник оде на спавање одмах након излагања 100% кисеонику под повишеним притиском.

## Клиничка слика
Симптоми су исти као код бароотитиса, који настаје у моменту снижавања притиска у барокоморама, космонаутским капсулама или кабинама авиона, али за разлику од њега „кисеоничко уво“ настаје два или више часова након излагања 100% кисеонику. Болесник осећа бол, прво јак, а затим слабији (који га буди из сна ако је спавао), јавља се наглувост различитог степена, зујање у уву и вртоглавица. 

## Дијагноза
Дијагноза се поставља на основу анамнезе и отоскопског прегледа на коме се види увучена бубна опна која код јаче реакције може личити на акутну упалу средњег ува и праћена је компресијом слушних кошчица.

## Превенција
У циљу превенције пилотима и космонаутима пре летења, а болесницима пре лечења хипербаричном оксигенотерапијом (ХБОТ) обавезно обавља оториноларинголошки преглед, а након летења-лечења саветује да најмање два сата не одлази на спавање, после излагања 100% кисеонику на увећаном притиску, како би се обезедила правилна вентилација средњег ува и избегла ова појава.
Након таквих стања пилотима се привремено забрањује летење а болесницима лечење у барокоморама, које се наставља након санирања промена (у просеку за 3-7 дана )

## Последице
Последице се најчешће не јављају. Стање се нормализује за неколико дана уз примену капи за нос (деконгестива) и антибиотика. Међутим у тежим случајевима може доћи до пада слуха, дуготрајне вртоглавице и веома непријатног зујања у уву.